# وویچیخ جنکوفسکی
وویچیخ جنکوفسکی (انگلیسی: Wojciech Jankowski؛ زادهٔ ۱ آوریل ۱۹۶۳) قایقران روئینگ اهل لهستان است.